# Żukowo (województwo wielkopolskie)
Żukowo – wieś sołecka w Polsce położona w województwie wielkopolskim, w powiecie obornickim, w gminie Oborniki.
Wieś duchowna, własność komandorii joannitów w Poznaniu pod koniec XVI wieku leżała w powiecie poznańskim województwa poznańskiego. W latach 1975–1998 miejscowość należała administracyjnie do województwa poznańskiego.
Do rejestru zabytków wpisano:
- zespół szkolny (obecnie zagroda nr 1) – początek XX wieku,
- zagrodę nr 4 (2. dekada XX wieku),
- chlewnię w zagrodzie nr 5 (około 1900)[5].